# 阿西納拉國家公園
阿西納拉國家公園（義大利語：Parco nazionale dell'Asinara）是位於義大利阿西納拉島的一個國家公園。阿西納拉島是撒丁大區的第三大島，是許多珍稀生物的棲息地。阿西納拉島的歷史、環境和法律地位均非常獨特，曾有魔鬼島之稱，這是因為阿西納拉島在一戰期間曾是戰俘營，並且也曾是義大利最嚴密的監獄之一。

## 外部連結
- Pages by the Park Authority on Parks.it （页面存档备份，存于）

41°03′29″N 8°16′34″E / 41.058°N 8.276°E